# شرانلو
شرانلو یکی از روستاهای استان آذربایجان شرقی است که در دهستان گاودول غربی بخش مرکزی شهرستان ملکان واقع شده‌است.شرانلو یکی از مهم ترین روستاهای شهرستان ملکان میباشد.
___♤___
```
_A_
```